# Yōta Satō
Yōta Satō (jap. 佐藤 洋太, Satō Yōta; * 1. April 1984 in Morioka) ist ein japanischer Boxer im Superfliegengewicht.

## Profikarriere
2004 begann Satō seine Profikarriere und verlor seinen Debütkampf. 2010 errang er den japanischen Meistertitel. Am 27. März 2012 boxte er gegen Suriyan Sor Rungvisai um den Weltmeistertitel des Verbandes WBC und siegte durch einstimmige Punktrichterentscheidung. Diesen Titel verteidigte er insgesamt zweimal und verlor ihn im Mai des darauffolgenden Jahres an Srisaket Sor Rungvisai durch Knockout.
2013 führte er nach 26 Siegen bei drei Niederlagen seinen letzten Kampf.